# Freischaffender
Unter Freischaffenden versteht man diejenigen, die in selbständiger Leistung Werke produzieren, ohne dass sie in einem abhängigen Arbeitsverhältnis stehen.

## Zum Begriff des Freischaffenden
Der Freischaffende ist kein Arbeitnehmer.
Beispielsweise können Freiberufler frei schaffend arbeiten, indem sie vom freien Verkauf ihrer Erzeugnisse leben, Werkverträge abschließen, die zur Ablieferung eines vorher ausgemachten Werkes gegen Entgelt verpflichten, oder auch als freie Mitarbeiter in einem arbeitnehmerähnlichen Dienstverhältnis tätig sind, wobei sie sich etwa über Honorarnoten zur regelmäßigen Herstellung gewisser Werke ohne Einzelentgelt verpflichten oder nach Aufwand abrechnen. Auch Gewerbetreibende können ihr Gewerbe  als selbständige Unternehmer frei schaffend ausüben. Freischaffende können aber auch tätig sein, ohne eine Gewinnerzielungsabsicht zu verfolgen, und sind in diesem Fall gar keine Unternehmer.
Freischaffende findet man beispielsweise in folgenden Berufen bzw. Branchen:
- Kunstschaffende: Bildende wie darstellende Künstler, einschließlich Kunsthandwerkern, Architekten, Designer, Filmemacher, Fotografen, Kabarettisten usf.
- Autoren (kunstschaffende wie Sachautoren), Übersetzer, Journalisten, Kolporteure
- Programmierer
- Kameraleute, Tontechniker und vergleichbare Mitwirkende an der Werkentstehung
- Wissenschaftler, Ingenieure, Konstrukteure

Teils wird der Begriff des Freischaffenden auch ausgedehnter verwendet und umfasst dann auch Dienstleistungen, die keinem Schaffensprozess entspringen (etwa selbständige Lehrer, Masseure, Seelsorger, und andere mehr). Das liegt darin begründet, dass der Werkbegriff eines Werkvertrags im Allgemeinen auch in sich abgeschlossene konkrete Leistung immaterieller Art erfasst (eine Unterrichtseinheit, eine Massagesitzung, ein Betreuungsgespräch).
Allen diesen Tätigkeiten ist gemeinsam, dass ein Freischaffender mit eigenen Materialien und Werkzeugen und in eigenen Räumlichkeiten (oder außer Haus) und insbesondere auf eigenes wirtschaftliches Risiko arbeitet. Damit Freischaffende selbst Arbeitnehmer beschäftigen können, müssen sie ein Unternehmen gründen und dazu oft auch ein Gewerbe anmelden (außer im Fall von Freiberuflern, die in Deutschland per se Gewerbefreiheit genießen).
Im Allgemeinen ist der Begriff des freien Schaffens kein Rechtsbegriff, aber bei einzelnen Berufsgruppen sehr verbreitet, zum Beispiel Künstlern oder Architekten. Viele dieser Berufe fallen unter die so genannten freien Berufe, die betreffenden Freischaffenden gelten also als Freiberufler und können die damit verbundenen gesetzlichen Vorteile in Anspruch nehmen (zum Beispiel die Befreiung vom Gewerbezwang). Es gibt aber auch Berufe, die nicht unter diesen in Deutschland abschließend bestimmten Rechtsbegriff fallen, in denen man aber gleichwohl frei schaffend tätig sein kann, besonders im handwerklichen und freigewerblichen Bereich, zum Beispiel als Scherenschleifer, Fußpfleger, Provenienzforscher, Privatdetektiv oder Reinigungskraft.
In Österreich fallen Freischaffende fast immer gleichzeitig unter den Begriff Freiberufler respektive Neue Selbständigkeit.